# Oscar Bie
Oscar Bie (anche Oskar) (Breslavia, 9 febbraio 1864 – Berlino, 21 aprile 1938) è stato un pubblicista, musicologo e storico dell'arte tedesco di origine ebraica.

## Biografia
Oscar Bie studiò Filosofia, Storia dell'arte e Storia della musica presso le Università di Breslavia, Lipsia e Berlino. A ventidue anni, nel 1886, conseguì la laurea e nel 1890 l'abilitazione per l'insegnamento della Storia dell'arte presso la Technische Hochschule di Berlino.
Dal 1894 al 1922 diresse la rivista Neue deutsche Rundschau (ex Freie Bühne, poi Neue Rundschau), che sotto la sua guida si sviluppò e divenne uno dei mensili culturali di maggior spicco in Germania . 
Per il teatro, la critica musicale e la critica d'arte, Bie fu corrispondente per il Berliner-Börsen-Courier, un quotidiano della sinistra liberale, attivo tra il 1868 e il 1933, che trattava soprattutto argomenti di economia. Il critico collaborò in quegli stessi anni con la rivista Die Weltbühne, un settimanale che si occupava in particolare di politica, di arte e di economia, fondato dallo scrittore e critico teatrale Siegfried Jacobsohn, e diretto dal giornalista amburghese (poi Premio Nobel per la pace) Carl von Ossietzky. 
Nel 1901 Bie fu nominato professore e dal 1921 insegnò Estetica presso la Musikhochschule di Berlino. Poiché era di origine ebraica, con l'avvento al potere in Germania del Partito Nazionalsocialista, dopo il 1933 gli fu vietata qualsiasi pubblicazione e i suoi libri già editi non furono mai più ristampati.
Morì a Berlino nel 1938.

## Opere (selezione)
- Die Musen in der antiken Kunst (1887)
- Zwischen den Künsten. Beiträge zur modernen Ästhetik (1895)
- Das Klavier und seine Meister (1898)
- Intime Musik (1904)
- Tanzmusik (1905)
- Der Tanz als Kunstwerk (1905)
- Die moderne Zeichenkunst, Bard-Marquardt, Berlin, 1904 (1905, edizione digitalizzata)
- Die moderne Musik und Richard Strauss (1906)
- Reise um die Kunst (1910)
- Die Oper (1913)
- Der Tanz (1919)
- Das Rätsel der Musik (1922)
- Franz Schubert (1925)
- Das deutsche Lied (1926)
- Richard Wagner und Bayreuth (1931)